# Johann Andreas Schmidt

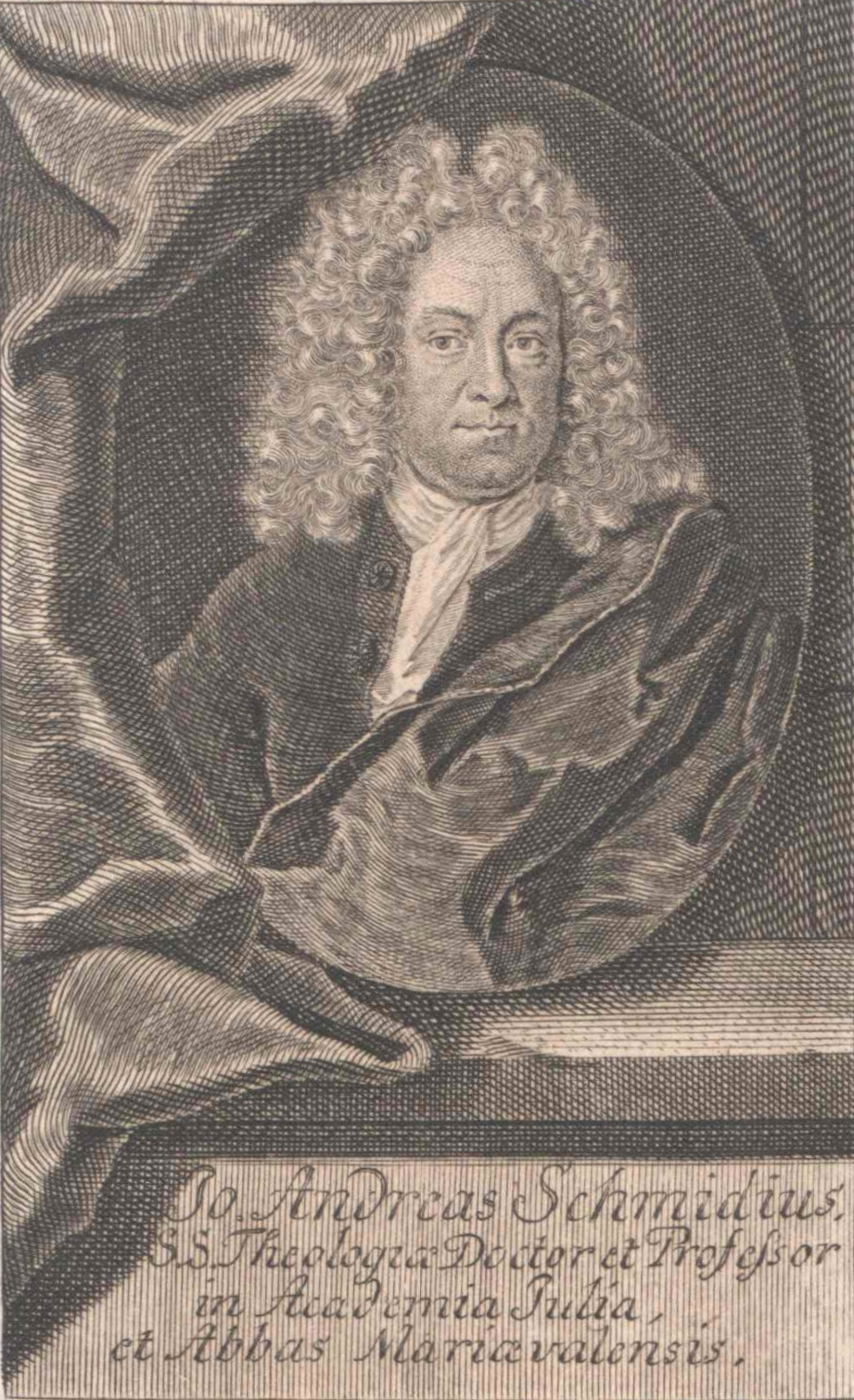
Johann Andreas Schmidt, Stich von Martin Bernigeroth (1712)

Johann Andreas Schmidt (auch: Schmid, Schmidius, * 28. August 1652 in Worms; † 12. Juni 1726 in Helmstedt) war ein deutscher lutherischer Theologe und Kirchenhistoriker.

## Leben
Der Sohn des Pastors, Seniors der Geistlichkeit und Schulaufseher in Worms Georg Schmid († 1666) und dessen Frau Catharina Petrus († 1666), wurde anfänglich von Privatlehrern unterrichtet und hatte die Schulen in Worms besucht. 1667 ging er zu seinem Großvater mütterlicherseits Johann Petrus nach Augsburg, wo er unter die Alumnen des dortigen Gymnasiums aufgenommen wurde. Eigentlich wollte er in Altdorf ein Studium beginnen, wo er sich bereits in die Matrikel der Hochschule eingetragen hatte. Jedoch am 18. Mai 1673 bezog er die Universität Jena, wo er zunächst ein philosophisches Studium mit der Tendenz zur Theologie absolvierte und sich im August 1676 den akademischen Grad eines Magisters der Philosophie erwarb.
1677 unternahm er eine Reise nach Hamburg, wo er Esdras Edzardus, Eberhard Anckelmann und Bernhard Sivers (1649–1694) kennenlernte und man ihm günstige Angebote gemacht hatte, dort zu bleiben. Da er aber aus Augsburg Stipendien bezogen hatte, ging er zurück nach Jena, erlitt im Dezember 1678 einen Unfall und brach sich dermaßen den Arm, dass dieser zeitlebens verkrüppelt bleiben sollte. Schmidt fand 1679 als Adjunkt an der philosophischen Fakultät Zugang zum Hochschulbetrieb der Jenaer Hochschule. Eine avisierte außerordentliche Professur für Mathematik zerschlug sich 1680, stattdessen wurde er im Oktober 1683 ordentlicher Professor der Logik und Metaphysik.
Nach Johann Wilhelm Baiers Wechsel an die Hochschule in Halle, erhielt er 1694 eine außerordentliche Professur an der theologischen Fakultät in Jena. Etwa um dieselbe Zeit erhielt er auch mehrere Angebote von der Universität Halle für einen theologischen und philosophischen Lehrstuhl, und auf Fürsprache von Gottfried Wilhelm Leibniz hin von der Universität Helmstedt, die ihm die theologische Professur der Kirchengeschichte angebot. Da er in Jena viel Neid und Missgunst erfahren hatte und ihm die Kirchengeschichte sehr zusagte, nahm er noch im selben Jahr die Helmstedter Professur an. Um die nötigen akademischen Grade zu besitzen, erwarb er sich in Jena im Dezember 1694 das Lizentiat der Theologie und im September 1695 promovierte er gesundheitlich angeschlagen auf eigene Kosten zum Doktor der Theologie.
Schmidt hatte sich in Jena auch an den organisatorischen Aufgaben der Hochschule beteiligt. So war er mehrfach Dekan der philosophischen Fakultät und ein Mal, im Sommersemester 1689, Prorektor der Alma Mater. In Helmstedt im September 1695 angekommen wurde er mit Arbeit überhäuft, da Heinrich Wideburg (1641–1696) gestorben und Friedrich Ulrich Calixt zum Emeritus erklärt worden war. Daher war er eine Zeit lang der einzige theologische Professor der Helmstedter Hochschule. 1699 ernannten ihn die Herzöge Rudolf August und Anton Ulrich zum Abt des Klosters Mariental. 1691 wurde er zum Mitglied der Deutschen Akademie der Naturforscher Leopoldina gewählt. 1701 wurde er als auswärtiges Mitglied in die Königlich Preußische Sozietät der Wissenschaften aufgenommen.
Am 17. Januar 1720 erlitt er einen Schlaganfall, der ihn teilweise lähmte, trotzdem setzte er seine Vorlesungen fort, nachdem er am 1. Januar 1723 wieder einen Schlaganfall erlitten hatte, raffte ihn ein dritter Schlaganfall 1726 dahin. Er wurde in der Helmstedter St.-Stephani-Kirche beigesetzt.

## Wirken
Mit seiner Berufung erhoffte man sich in Helmstedt, dass er das Erbe von Georg Calixt antreten sollte. Jedoch standen mehr die geschichtlichen Forschungen im Mittelpunkte seiner Interessen. Die praktisch kirchlichen Fragen berührten ihn weniger, obwohl er recht gut fühlte, was der Kirche der Zeit fehlte. Den Katholiken gegenüber verfolgte er eine milde versöhnliche Richtung, die einer Vereinigung mit ihnen nicht abgeneigt war. So hat er denn auch dem Übertritt der Prinzessin Elisabeth Christine von Braunschweig-Wolfenbüttel, der Gemahlin des späteren Kaisers Karl VI., zur katholischen Kirche mit der Mehrzahl seiner Kollegen das Wort geredet. Die Vielseitigkeit seiner wissenschaftlichen Tätigkeit kommt in seinen zahlreichen Schriften zum Ausdruck, die schon vor seinem Übergang nach Helmstedt die Zahl von Hundert überstiegen. Von dem, was er bis 1712 herausgegeben hat, verfasste er selbst einen Katalog. Der Kirchenhistoriker Johann Lorenz von Mosheim, der ihn sehr hoch schätzte und ihm am 28. Juni eine lateinische Gedächtnisrede hielt, pries ihn als theologum, philosophum, mathematicum, historicum, oratorem, physicum, philologum und iuris sacri peritum.

## Familie
Schmidt war zwei Mal verheiratet. Am 25. November 1686 heiratete er in Jena Dorothea († Januar 1689), die Tochter des Generalsuperintendenten Theophil Cöler (* 5. September 1618 in Leipzig; † 16. Juli 1685 in Jena). Aus der Ehe ging die Tochter Catharina Elisabeth Schmid hervor, die 10. Oktober 1715 in Braunschweig den fürstlich braunschweigischen Rat Hartwig Samuel Schröter heiratete. Am 29. Juli 1691 heiratete er in zweiter Ehe Sibylle, die Tochter des Generalsuperintendent in Jena Georg Götze. Aus der Ehe stammen fünf Söhne und vier Töchter. Von den Kindern kennt man
- Anna Sophia Schmid († jung)
- Johann Georg Schmid († jung)
- Louise Schmid I. Ehe 1718 mit dem fürstlich sächsischen Hofgerichtsassessor Christian Friedrich Schröder; II. Ehe 31. Oktober 1726 mit Polykarp Leyser IV.
- Johann Andreas Schmid (* 19. November 1697 in Helmstedt; † 18. Oktober 1728 ebenda) 1720 a.o. Prof. med., 1727 o. Prof. med.
- Maria Elisabeth Schmid verh. mit fürstlich braunschweigisch-lüneburgischen Kommissionsrat Johann Ludwig Kotzebue
- Georg Andreas Schmid († vor Vater)
- Hedwig Catharina Schmid († vor Vater)
- Christoph Andreas Schmid wurde Jurist

## Werke (Auswahl)
- Coecus De Colore Iudicans. Bauhofer, Jena 1682. (Digitalisat)
- Anaxagoram eiusque Physiologiam. Bachofer, Jena 1688. (Digitalisat)
- Sciatericum Achas Et In Eo Miraculum. 1689. (Digitalisat)
- Programma I. de primitivae ecclesiae lectionibus in genere. Hamm, Helmstedt 1695. (Digitalisat)
- De oblatis eucharisticis, quae hostiae vocari solent, dissertatio. Bucholtz, Helmstedt 1702. (Digitalisat)
- Programma de studiosi theologi fatis, vita et studiis per exempla Patrum illustratis. Hamm, Helmstedt 1704. (Digitalisat)
- Programma de corporibus doctrinae Philippico, Pomeranico, Prutenico, Thuringico, Iulio ... : ad ductum Augustanae confessionis apologiae et concilii Tridentini. Hamm, Helmstedt 1706. (Digitalisat)
- Puer Athanasius baptizans. 1726 (Online)
- Historia festorum et Dominicarum. Weygand, Helmstedt 1729. (Digitalisat)
- Compendium Historiae Ecclesiasticae V. et N Testamenti. Gleditsch, Leipzig 1739. (Digitalisat)